# Ürményháza
Ürményháza (szerbül Јерменовци / Jermenovci, németül Ürmenhausen) település Szerbiában, a Vajdaságban, a Dél-bánsági körzetben, Zichyfalva községben. A Dél-bánsági szórványmagyarság egyik fontos települése.

## Fekvése
Versectől északnyugatra, Zichyfalvától délnyugatra, a Duna–Tisza–Duna-csatorna mellett, Újsándorfalva és Szentjános közt fekvő település.

## Története
Ürményháza helyén a 19. század elején még csak puszta volt, 1838-ban azonban már 674 lakosa volt, akik a kamara földesúri hatósága alá tartoztak.
1848. szeptember 23-án a szerb felkelők megrohanták a helységet és a védelmül egybesereglett 2000 magyar népfelkelőt onnan kiverve, a falut felgyújtották. A magyar lakosság nem érezvén itt magát többé biztonságban, elmenekült és csak 1850-ben tért ismét vissza.
1910-ben 1606 lakosából 1581 magyar, 16 német volt. Ebből 1566 római katolikus, 16 református volt.
A trianoni békeszerződés előtt Torontál vármegye Bánlaki járásához tartozott.

## Népesség

### Demográfiai változások
| 1948 | 1953 | 1961 | 1971 | 1981 | 1991 | 2002 | 2011 |
| ---- | ---- | ---- | ---- | ---- | ---- | ---- | ---- |
| 1724 | 1714 | 1792 | 1672 | 1454 | 1158 | 1033 | 905  |

## Nevezetességek

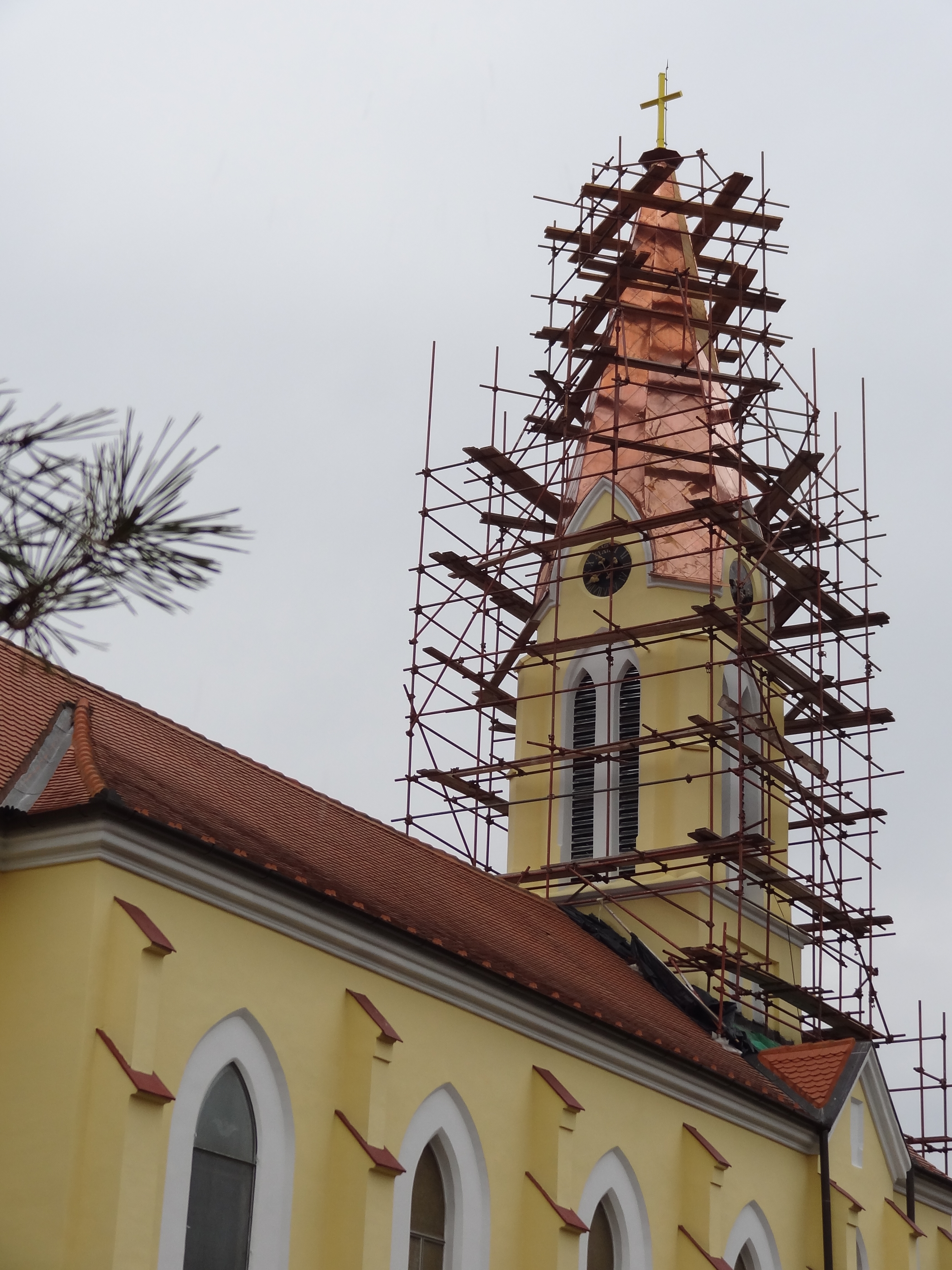
A katolikus templom a felújítás alatt (2011. december 18-án)

- Római katolikus temploma - 1886-ban épült.
- A településen alakult a 3+2 zenekar.

## Jegyzetek

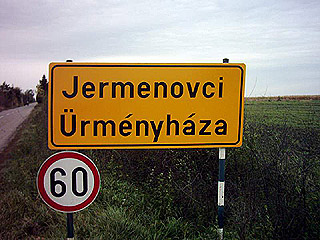
Helységnévtábla